# درگیری نظامی
درگیری نظامی (انگلیسی: Engagement) نبردی بین دو نیرو است که نه بزرگتر از یک لشکر و نه کوچکتر از یک گروهان هستند و در آن هر یک مأموریتی محول شده یا فرضی دارند. درگیری زمانی آغاز می‌شود که نیروی مهاجم برای انجام مأموریت خود، نبرد را آغاز کند و زمانی پایان می‌یابد که مهاجم، مأموریت را انجام داده باشد، یا از تلاش برای انجام مأموریت دست کشیده باشد، یا زمانی که یک یا هر دو طرف نیروی کمکی کافی دریافت کرده باشند و در نتیجه درگیری جدیدی آغاز شود.
به‌عنوان یک مأموریت تاکتیکی، درگیری اغلب بخشی از یک نبرد است. درگیری معمولاً یک تا دو روز طول می‌کشد؛ ممکن است به کوتاهی چند ساعت باشد و به ندرت از پنج روز بیشتر طول می‌کشد. در این مقیاس از نبرد است که طیف وسیعی از سلاح‌ها و سیستم‌های پشتیبانی درگیری تاکتیکی برای سربازان و فرماندهان آنها اهمیت پیدا می‌کند.